# Gosen-Neu Zittau
Gosen-Neu Zittau é um município da Alemanha, situado no distrito de Oder-Spree, no estado de Brandemburgo. Tem 15,07 km² de área, e sua população em 2019 foi estimada em 3.239 habitantes.